# 안갑준
안갑준(安甲濬, 1926년 12월 22일~2003년 1월 19일)은 대한민국의 정치인이다. 제10·11·12대 국회의원을 지냈다.

## 학력
- 국민대 경제학과ㆍ국방대학원ㆍ서울대행정대학원졸(행정학석사)

## 경력
- 경찰전문학교장
- 충북경찰국장
- 내무부지방행정연수원장
- 경기ㆍ충북ㆍ충남ㆍ전북ㆍ전남도부지사
- 통일주체국민회의사무차장
- 국민대학교동창회장
- 제10대 국회의원(유신정우회 간선대표 제3기)
- 제11대 국회의원(민주정의당, 충북 진천군·괴산군·음성군)
- 제12대 국회의원(민주정의당, 전국구)

## 역대 선거 결과
|  | 0% |

|  | 32.57% |

|  | 35.25% |